# Spilogona opaca
Spilogona opaca este o specie de muște din genul Spilogona, familia Muscidae. A fost descrisă pentru prima dată de Johann Andreas Schnabl în anul 1915. Conform Catalogue of Life specia Spilogona opaca nu are subspecii cunoscute.